# 大同镇 (大庆市)
大同镇，是中华人民共和国黑龙江省大庆市大同区下辖的一个乡镇级行政单位。

## 行政区划
大同镇下辖以下地区：
一村、二村、三村、四村、太安村和民生村。